# Emas
Emas este un oraș în Paraíba (PB), Brazilia.